# Елмор (округ, Айдахо)
Шаблон:StateAbbr_ 43°20′ пн. ш. 115°28′ зх. д. / 43.34° пн. ш. 115.47° зх. д.
Округ Елмор (англ. Elmore County) — округ (графство) у штаті Айдахо, США. Ідентифікатор округу 16039.

## Історія
Округ утворений 1889 року.

## Демографія
За даними перепису
2000 року
загальне населення округу становило 29130 осіб, зокрема міського населення було 22274, а сільського — 6856.
Серед мешканців округу чоловіків було 16077, а жінок — 13053. В окрузі було 9092 домогосподарства, 6848 родин, які мешкали в 10527 будинках.
Середній розмір родини становив 3,21.
Віковий розподіл населення поданий у таблиці:
| Стать    | До 15 років | 15-21 | 22-29 | 30-39 | 40-49 | 50-65 | 65-85 | Понад 85 |
| -------- | ----------- | ----- | ----- | ----- | ----- | ----- | ----- | -------- |
| Чоловіки | 3541        | 1859  | 2945  | 3368  | 1963  | 1431  | 903   | 67       |
| Жінки    | 3338        | 1460  | 1879  | 2258  | 1596  | 1413  | 972   | 137      |

## Суміжні округи
- Бойсі — північ
- Блейн — північний схід
- Кастер — північний схід
- Гудінг — схід
- Камас — схід
- Твін-Фоллс — південний схід
- Овайгі — південь
- Ада — захід

## Виноски
1. ↑  American FactFinder. Бюро перепису населення США. Архів оригіналу за 21 травня 2008. Процитовано 31 січня 2008.
2. ↑  Населення Айдахо по округам, 1900-90(англ.)

| США | Це незавершена стаття з географії США. Ви можете допомогти проєкту, виправивши або дописавши її. |